# Гришаков, Леонид Иванович
Леони́д Ива́нович Гришако́в (30.12.1934–12.03.1999, Екатеринбург) — советский и российский собиратель, исполнитель и популяризатор бардовской песни.

## Биография
Леонид Иванович Гришаков родился 12 декабря 1934 года. В 1970–1990-х годах был известным не только на Урале, но и во всём Советском Союзе знатоком авторской песни. Проживал в коммунальной квартире в центре Свердловска, в старом доме по улице Володарского. Жил в одиночестве. При этом являлся завсегдатаем бардовских фестивалей. Был лично знаком со многими авторами и исполнителями: Вадим Егоров, Юрий Лорес, Александр Розенбаум и другие.
Уральские барды в шутку, но с уважением называли Леонида Гришакова «магнитофонщиком» и «гуру авторской песни». Дома он хранил километры магнитофонной плёнки с записями известных и начинающих авторов, исполнителей. Все сделанные им магнитозаписи и бумажные тексты были аккуратно занесены в картотеку. Заглянуть к Леониду и спеть пару новых песен почитали за честь именитые барды. Будучи человеком с энциклопедической памятью, Леонид Иванович запросто мог поведать: кем, когда и по какому поводу написана та или иная песня.
Леонид Иванович (Лёня, дядя Лёня) умел чинить гитары и магнитофоны – за что его отдельно уважали и любили «каэспэшники» (КСП). С микрофоном-удочкой и собственноручно переделанным магнитофоном на боку, всегда оказывался там, где звучали интересные песни – у костра или возле сцены. Мог бесконечно рассказывать анекдоты, помногу и к месту цитировать Жванецкого.
Леонид Гришаков играл на семиструнной гитаре. Без особых вокальных данных, но с абсолютным чутьём, исполнял бардовские песни.
С середины 1980-х, в конце августа, Леонид Гришаков созывал знакомых поэтов и бардов на озеро Таватуй. Приезжали и просто друзья Леонида Ивановича. Всё это называлось «пойти на ФИГ» – на фестиваль имени Гришакова.
Так на ФИГ, на ФИГ! Ломая график,
Кручусь, как белка в колесе.
Долой лампасы! Даёшь пампасы!
Даёшь прогулки по росе!
От Таватуя и до Туапсе…

### Смерть
Леонид Иванович Гришаков скончался 12 марта 1999 года. Прах захоронен в центре Ивановского кладбища Екатеринбурга, рядом с памятником П. П. Бажову.
Хоронить Леонида Ивановича было некому. Сын не захотел участвовать, и полгода урна с прахом стояла в гараже у друга. Потом за похороны взялась соседка Гришакова по саду. Её сын работал сторожем на Ивановском кладбище и подсказал, где свободный участок земли, и как организовать нелегальное захоронение, не привлекая внимания администрации.

### Память
После смерти Леонида Ивановича Гришакова архив, собранный им, был безвозвратно утрачен (в том числе и коллекция ранних бардовских песен, где наряду с Кукиным, Клячкиным, Ланцбергом, Луферовым и многими другими, были и кухонные концерты уральских бардов). Удалось спасти лишь малую часть плёнок.
В 1999 году на сайте Bard.ru.com опубликовано стихотворение М. Сипера «Памяти Леонида Гришакова» (автор музыки — Леонид Ваксман).